# Colágeno
El colágeno  es una familia de proteínas estructurales de la matriz extracelular que se encuentra en tejidos conectivos. Los colágenos son las proteínas más abundantes en el cuerpo de los animales (∼30% de la masa proteica total en los mamíferos). Las fibras de los colágenos son disposiciones supra-macromoleculares que intervienen en la formación de diversas estructuras, incluyendo tendones, ligamentos, piel, córnea y huesos. En humanos, se han identificado al menos 28 tipos diferentes de la familia de los colágenos, que pueden clasificarse en colágenos formadores de fibrillas (como el tipo I, II, III, V y XI) y colágenos no fibrilares.
Interactúan con las células a través de varias familias de receptores y regulan la señalización, la proliferación, la migración y la diferenciación.
El nombre colágeno es un neologismo creado en francés collagène en el siglo XIX. Proviene del griego κόλλα (kólla), que significa "pegamento", y el sufijo -γέν, -gen, que denota "producir".

## Características
La superfamilia de los proteínas colágenos comprende 28 miembros que contienen un dominio de hélice triple (hélice de colágeno).

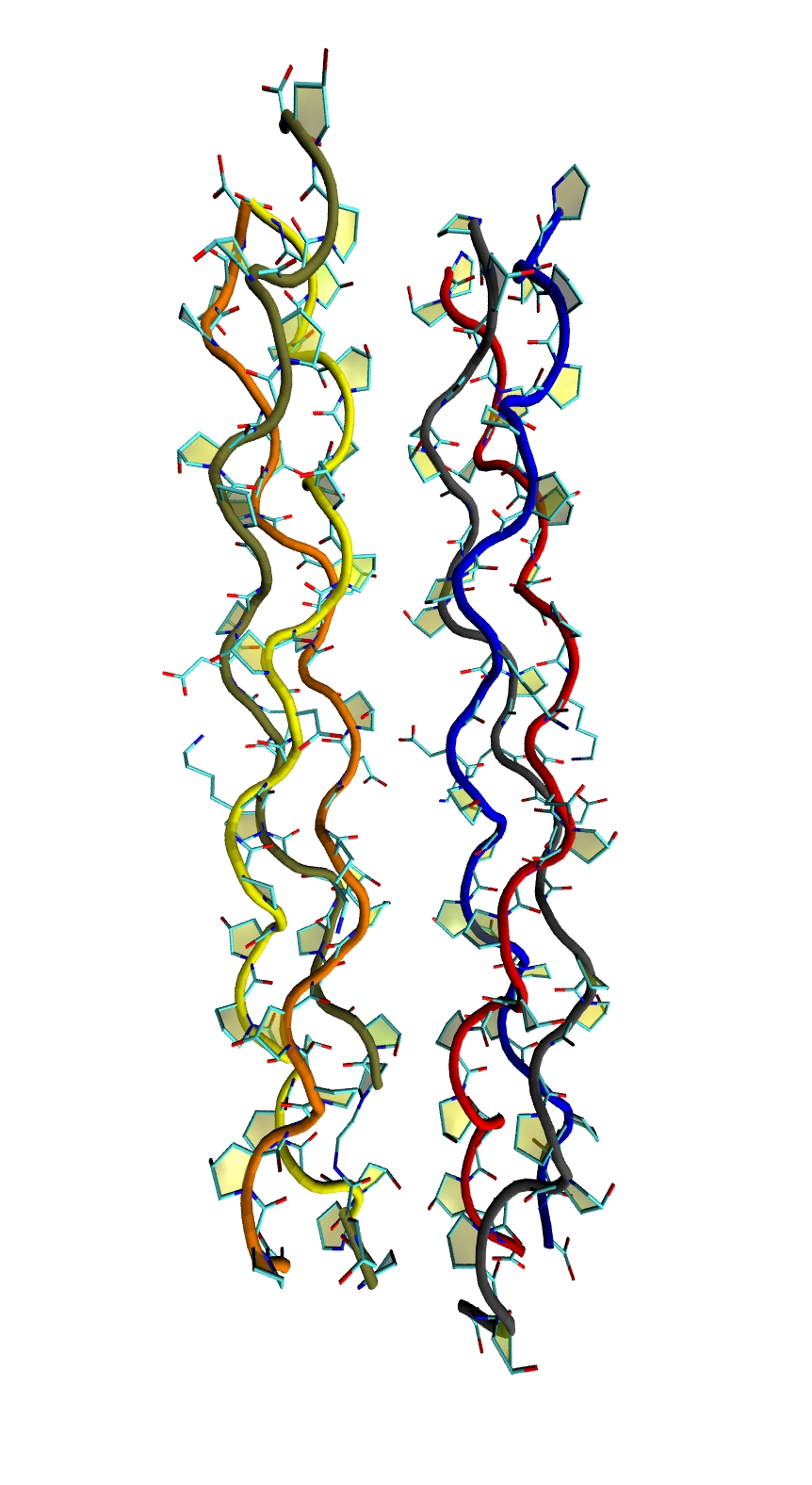
Tropocolágenos formados por hélices triples. Tres hélices alfa en cada uno. Se muestra en color la columna de cada cadena como cinta.

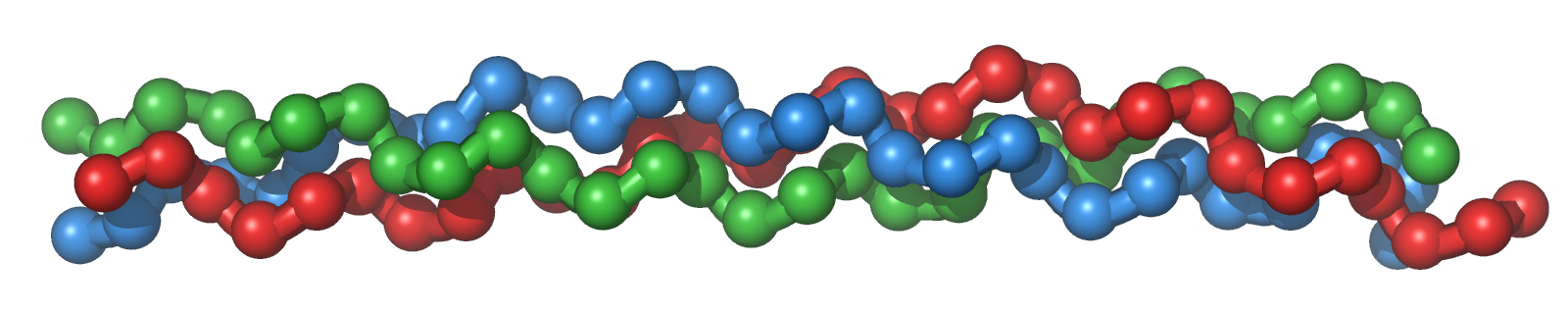
Triple helice. Cada cadena como bolas y conectores de un color.

El colágeno constituye entre 30-70 % de la proteína de la matriz extracelular en todos los tipos de tejidos. Es la clase de proteína corporal más abundante: 25-30 % de todas las proteínas.
Los colágenos se depositan en la matriz extracelular, donde la mayoría de ellos se autoensamblan formando conjuntos supramoleculares: las fibras de colágeno.
En los colágenos formadores de fibrillas, la estructura de hélice triple está conformada por tres cadenas polipeptídicas, formadas con el aminoácido glicina repetido cada tercera posición (Gly-aaX-aaY)n veces, donde aaX es frecuentemente prolina y aaY es hidroxiprolina.
Los colágenos desempeñan funciones de estructura y contribuyen a las propiedades mecánicas,  y la forma de los tejidos.
La familia de los colágenos extracelulares interactúa con las células, mediante receptores y de esa manera regulan  la proliferación celular, su migración celular y su diferenciación celular.

## Estructura
El colágeno tiene una estructura primaria caracterizada por la secuencia repetitiva de aminoácidos (principalmente glicina, prolina y lisina). La estructura secundaria del colágeno es de tres cadenas de polipéptidos. Las cadenas se enrollan una alrededor de la otra, esta triple hélice es su estructura terciaria. Esta hélice triple se agrupa en múltiples fibrillas para formar la estructura cuaternaria del colágeno.
Todos los colágenos son proteínas multidominio, una molécula de colágeno consta de dominios colagenosos y dominios no colagenosos (NC).
El colágeno formador de fibrillas (tropocolágeno), contiene un dominio colagenoso central ininterrumpido (la hélice de colágeno), como parte principal del polipéptido, flanqueado por dominios NC relativamente cortos, denominados telopéptidos y propéptidos N-terminales y C-terminales.
El colágeno sufre modificaciones luego de la síntesis en los ribosomas (modificación postraduccional), como la hidroxilación de aminoácidos específicos, que son esenciales para su estabilidad y capacidad para formar la triple hélice.
Las cadenas de colágeno están unidas por puentes de hidrógeno intramoleculares, lo que contribuye a la estabilidad de la triple hélice y su capacidad para soportar cargas mecánicas. El colágeno es altamente resistente a la tensión y es responsable de proporcionar fuerza y resistencia a los tejidos.
A diferencia de muchas otras proteínas, es insoluble en agua fría debido a su estructura helicoidal y las fuerzas de enlace entre sus cadenas. Sin embargo, puede volverse soluble en agua caliente o ácida, lo que es útil en la extracción de colágeno para aplicaciones industriales y alimentarias.

## Síntesis del colágeno
La formación de las proteínas colágenos es como siempre intracelular: grupos de tres aminoácidos se ensamblan en tándem formando tres cadenas de polipéptidos, llamadas cadenas alfa (hélice del colágeno), estas cadenas son muy ricas en prolina, lisina y glicina, y fundamentales en la formación de la hélice triple de tropocolágeno.

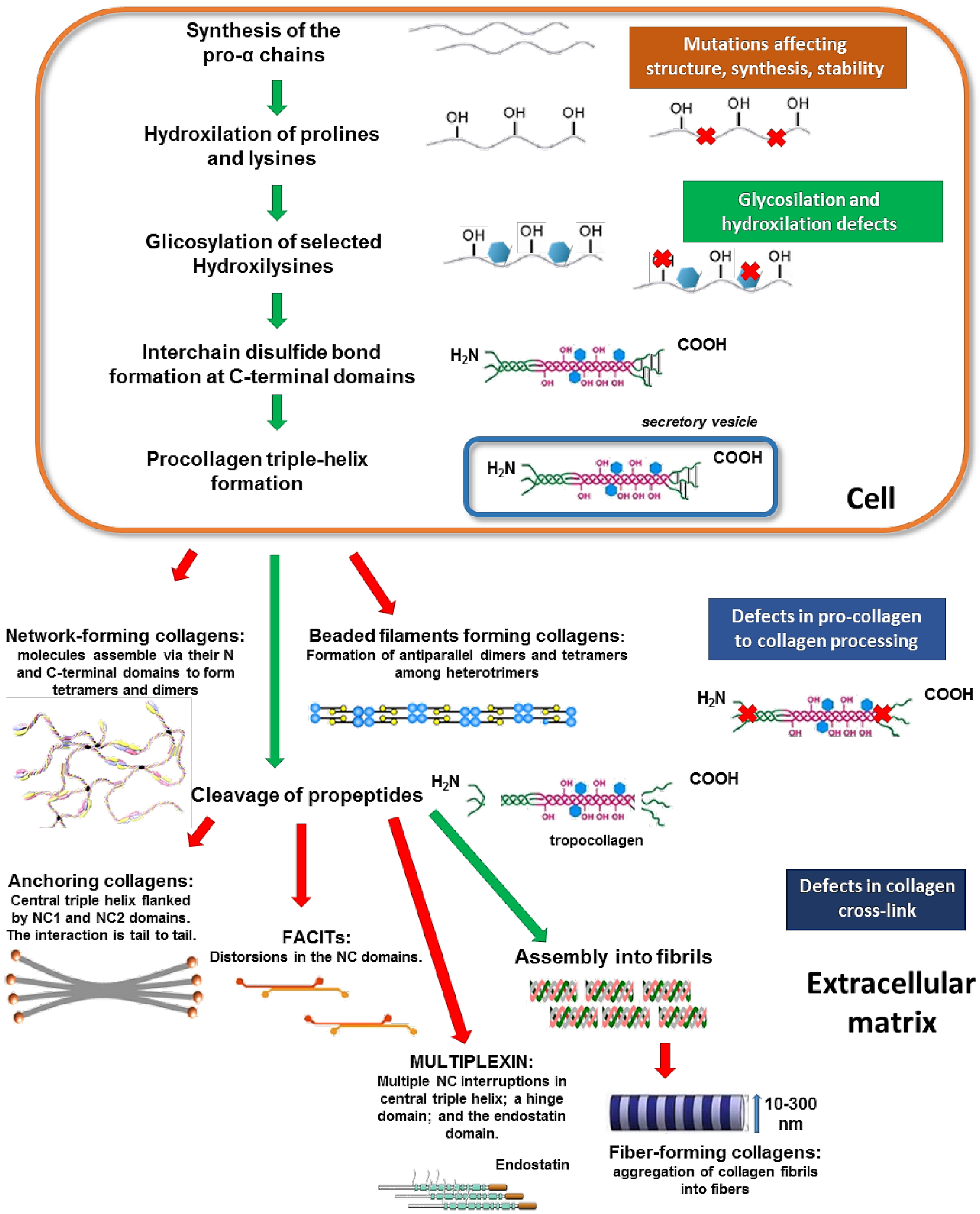
Biosíntesis de colágeno.

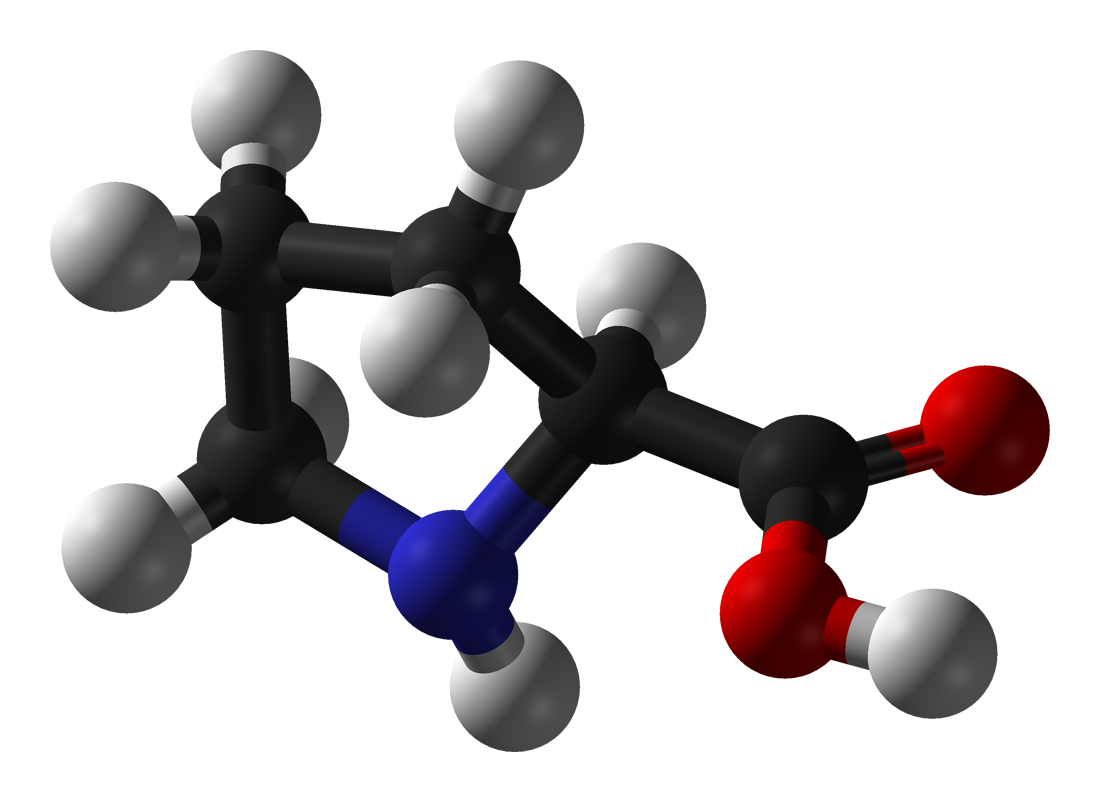
Aminoácido prolina

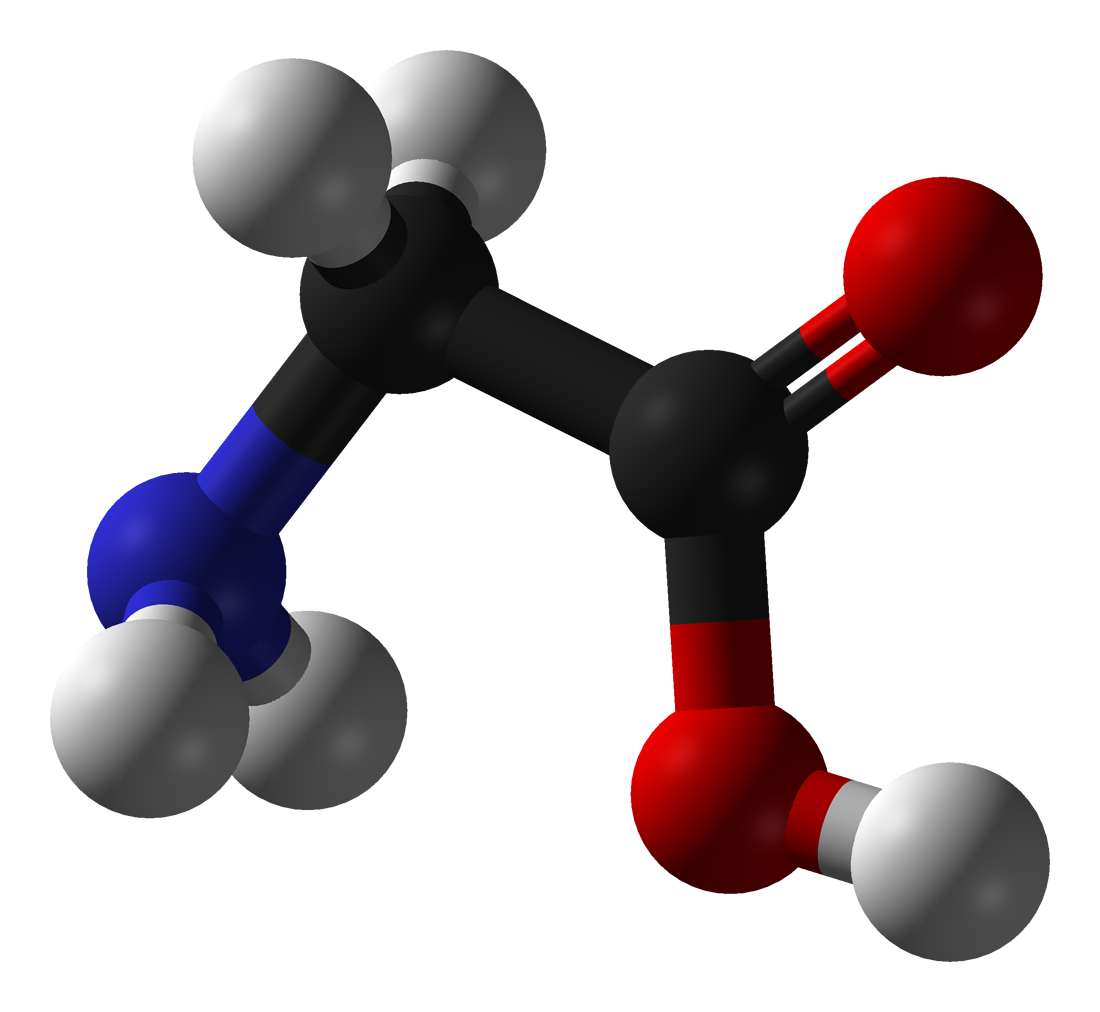
Aminoácido glicina

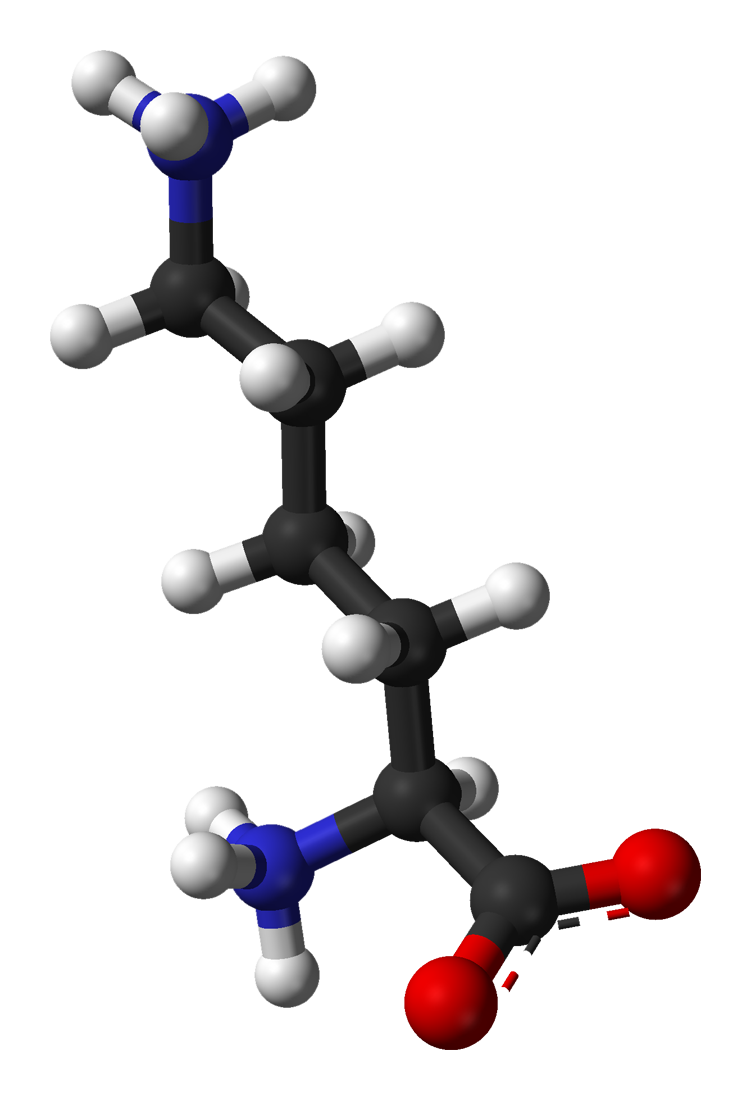
Aminoácido lisina

La hidroxiprolina constituye alrededor de un 10 a 12 % de todos los residuos aminoacídicos del colágeno, dependiendo dicho porcentaje del tipo de colágeno. La forma química más abundante de la hidroxiprolina que forma parte del colágeno es la 4-trans-OH-L-prolina.
Cada cadena alfa tiene un peso molecular de alrededor de 100.000 Da y es levógira (gira hacia la izquierda).
Tres de estas cadenas alfa (α) se ensamblan para formar una molécula de procolágeno en forma de triple espiral, que se secreta al espacio extracelular donde es transformada en tropocolágeno, un «colágeno maduro». Este monómero de tropocolágeno mide alrededor de 300 nm de largo y 1.4 nm de diámetro. Las tres cadenas alfa se enrollan y se fijan mediante enlaces transversales para formar una triple hélice dextrógira con una distancia entre las vueltas de 8.6 nm.
La triple hélice se mantiene unida debido a puentes de hidrógeno. Además, los tropocolágenos se unen entre sí por medio de enlaces entre algunos aminoácidos específicos (como por ejemplo la lisina), llamados "crosslinkings" o entrecruzamientos, que favorecen la consolidación de las fibrillas de colágeno.
En el espacio extracelular varias moléculas de tropocolágeno se asocian a través de enlaces entrecruzados formando fibrillas y fibras. 
Fuera de la célula se produce el fenómeno de alineación y maduración hasta tropocolágeno en un proceso denominado fibrilo-génesis de colágeno. Esta «maduración» consiste en el fortalecimiento de los cruces intermoleculares y de ello dependen directamente las características mecánicas de cada tejido conjuntivo.

### Formación del colágeno
Cada una de las cadenas es sintetizada por los ribosomas unidos a la membrana del retículo endoplásmico y son traslocadas al lumen del mismo en forma de grandes precursores (procadenas α), presentando aminoácidos adicionales en los extremos amino y carboxilo terminales. En el retículo endoplásmico los residuos de prolina y lisina son hidroxilados para luego ser glucosilados en el aparato de Golgi;  estas hidroxilaciones son útiles para la formación de puentes de hidrógeno intercatenarios que ayudan a la estabilidad de la futura hélice triple.
Tras su secreción, las moléculas de procolágeno (propéptidos) son acortados mediante proteasas convirtiéndolas en moléculas de tropocolágeno asociándose entre sí en el espacio extracelular formando las fibrillas de colágeno.
El colágeno in vivo tiene una estructura jerárquica. Los monómeros de tropocolágeno (TC) individuales se autoensamblan en las microfibrillas macromoleculares que son componentes esenciales de los tejidos y los huesos.
La fibrilogénesis de colágeno in situ ocurre a través del ensamblaje de segmentos de fibrillas de tamaño intermedio, llamados microfibrillas. 
Las fibrillas de colágeno tipo I en el tendón tienen hasta 1 cm de longitud y hasta ~500 nm de diámetro. Una triple hélice individual en el colágeno tipo I tiene <2 nanómetros (nm) de diámetro y ~300 nm de longitud.
La fibrilogénesis del colágeno comienza solo después de que las N- y C-proteinasas del procolágeno escinden los propéptidos de colágeno en cada extremo de triple hélice para generar monómeros TC. Los propéptidos C-terminales son esenciales para la formación adecuada de la triple hélice, pero impiden la fibrilogénesis 
Después de la escisión de los propéptidos, los monómeros TC están compuestos por un largo dominio de triple hélice que consiste en una secuencia repetida XaaYaaGly flanqueada por telopéptidos cortos, no de triple hélice. 
La formación de fibrillas está dirigida, en parte, por la tendencia de las moléculas de procolágeno a autoensamblarse mediante enlaces covalentes entre los residuos de lisina, formando un empaquetamiento escalonado y periódico de las moléculas de colágeno individuales en la fibrilla.

## Fisiología
El colágeno tipo es una molécula grande >300 nm de longitud con un peso molecular mayor de 300 000 Da (300 kDa). Muestra una arquitectura helicoidal compleja y altamente empaquetada.
Los colágenos se autoasocian para formar disposiciones supra-macromoleculares para la adhesión celular, la reparación de la membrana celular, la señalización, la migración y la maduración.
La triple hélice de colágeno, dispuesta en varios patrones que forman diversos andamiajes supramoleculares (desde redes hasta fibrillas), une y organiza espacialmente muchas macromoléculas dentro de la matriz extracelular, proporcionando resistencia a la tracción a los tejidos conjuntivos e influyendo en el comportamiento celular.
Los colágenos comparten la propiedad única de agregarse en fibrillas altamente ordenadas, que presentan un patrón de bandas a nivel ultraestructural.
La microfibrilla de colágeno es el biopolímero formado por empaquetamiento de las moléculas de tropocolágeno, generando un arreglo macromolecular.

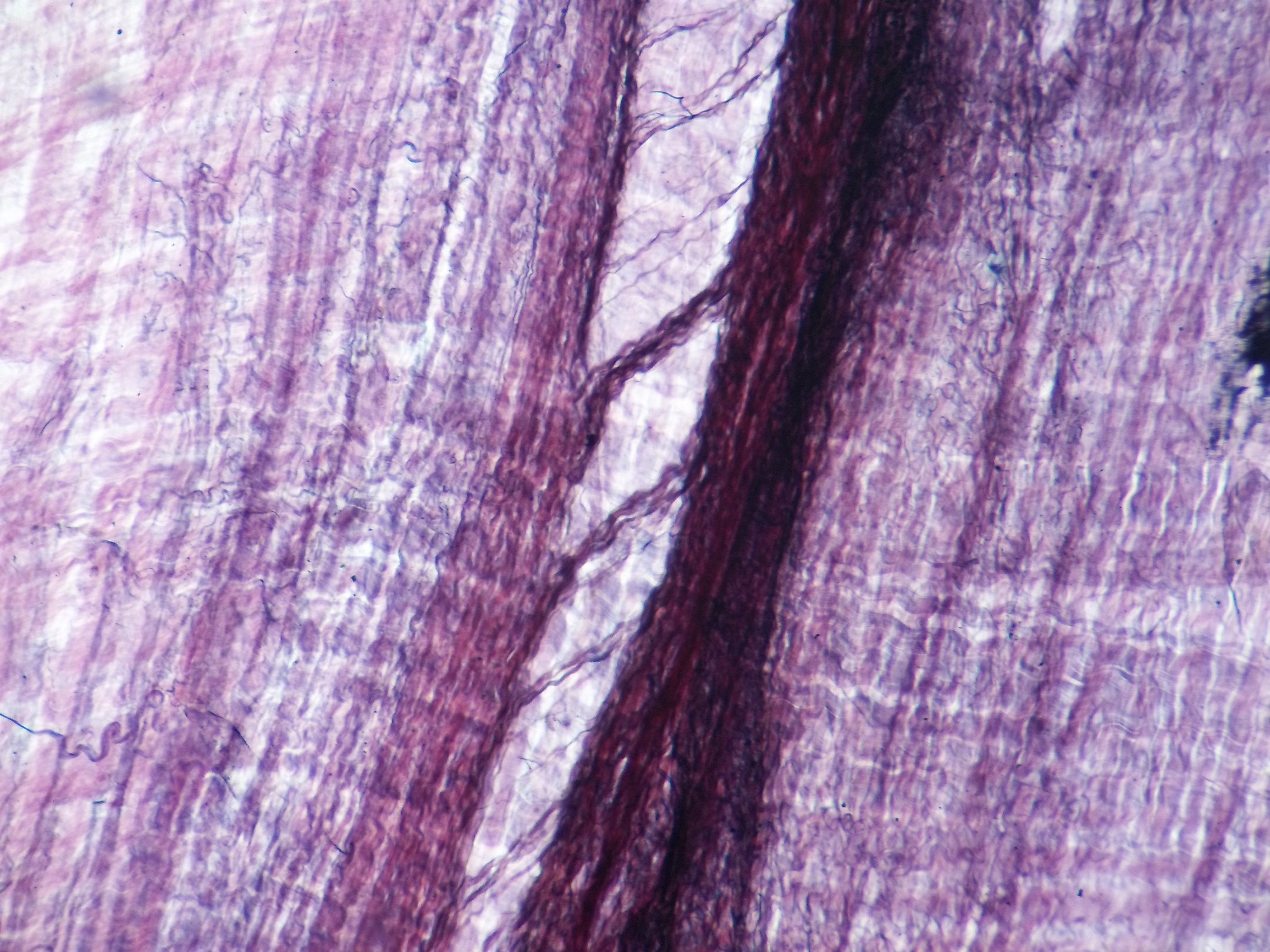
Fibras de colágeno, que muestran su estriación característica. Tinción. Microscopía óptica.

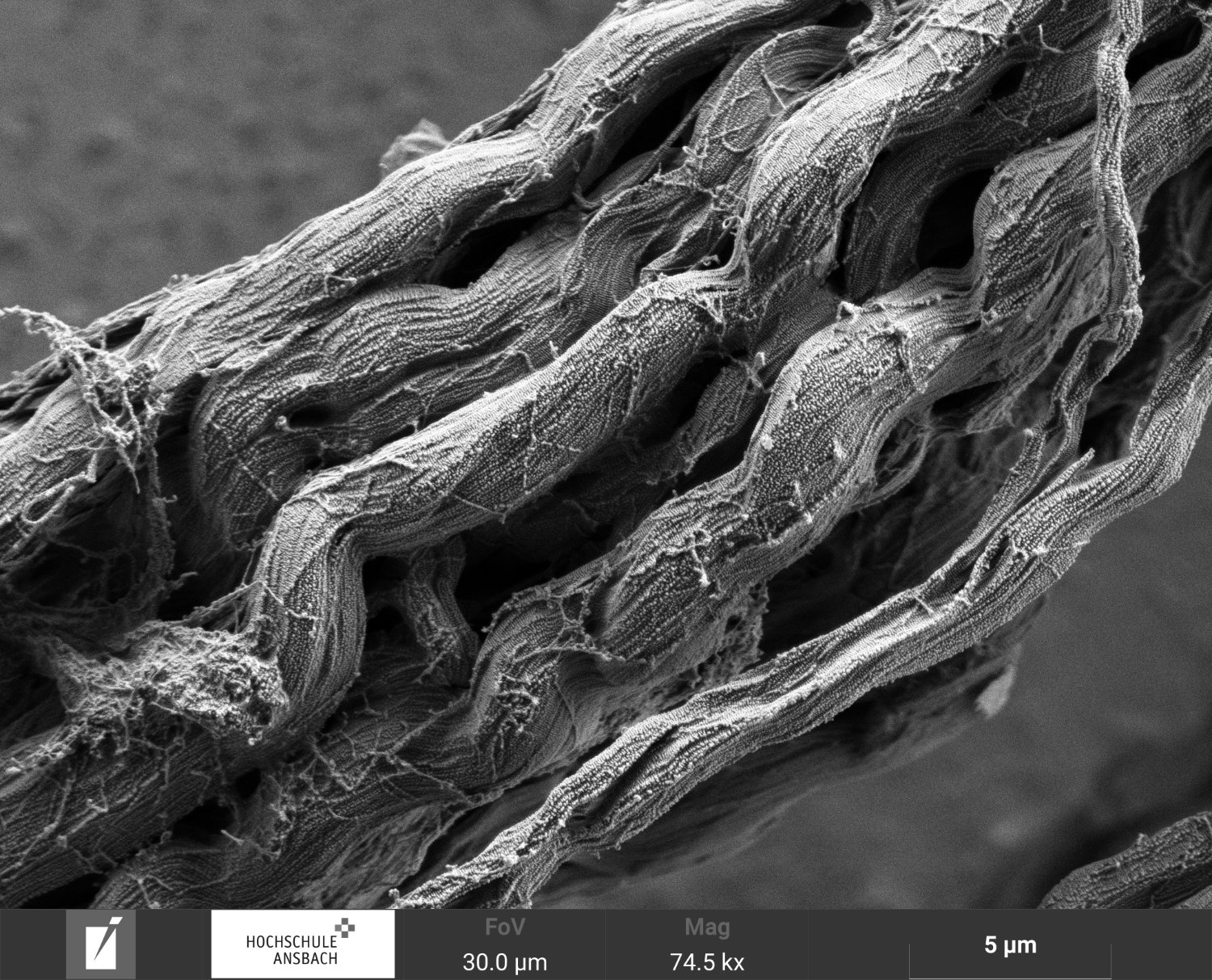
Fibra de colágeno formadas por Fibrillas. Barra de escala 5 micrómetros (μm). Microscopio electrónico de barrido.

La fibra de colágeno es la estructura supra-macromolecular, es decir  innumerables microfibrillas ensambladas, que puede medir 500 nm de diámetro y hasta un centímetro de longitud.
Las fibras colágenas, de varios milímetros (mm) de grosor, corresponden a la asociación de numerosos manojos de fibrillas de 150 a 300 nm de diámetro formadas por moléculas de colágeno tipo I (2 cadenas A1(I) y 1 cadena A2(I)).
Las fibras reticulares de 0,5 a 2,0 mm de grosor (visibles al ser teñidas), están formadas por numerosos manojos de fibrillas de 50 nm de diámetro formadas por moléculas de colágeno tipo III (3 cadenas A1(III)).

Las fibrillas se forman con una mezcla de colágenos fibrilares mayores y menores (colágenos I, III y V en la mayoría de los tejidos conectivos y colágeno II y XI en el cartílago).
La súperfamilia de los colágenos pueden dividirse en diferentes subfamilias que incluyen: colágenos fibrilares, colágenos formadores de redes, colágenos asociados a fibrillas con triple hélice interrumpida (FACIT) y otros.
Las células utilizarían el colágeno V para nuclear las fibrillas de colágeno, y la fibronectina (FN) y las integrinas (IN) para especificar su sitio de ensamblaje. Al localizar la formación de fibrillas en la membrana plasmática, la célula mantiene un control regulador estricto de la génesis de la fibrilla de
colágeno, que es claramente esencial para la formación de ensamblajes de empaquetamiento.

Ahora sabemos que las células se anclan directamente a las formas monoméricas de los colágenos fibrilares a través de las integrinas α1β1, α2β1, α10β1 y α11β1. Se ha establecido la unión de colágenos de triple hélice al dominio Ⅰ de las integrinas que se unen al colágeno.

Distintas fuerzas actúan sobre las fibrillas de colágeno que se han secretado, ejerciendo tracciones y desplazamientos sobre ellas, lo que provoca su compactación y su estiramiento.
La triple hélice es única entre todas las demás estructuras proteínicas por su capacidad de codificar grandes cantidades de información que está en su superficie y disponible para su utilización en el exterior de las células.
Los colágenos se autoasocian para formar disposiciones supramoleculares para varias funciones en diferentes tejidos, como la adhesión celular, la reparación de la membrana celular, la señalización, la migración y la maduración

## Función

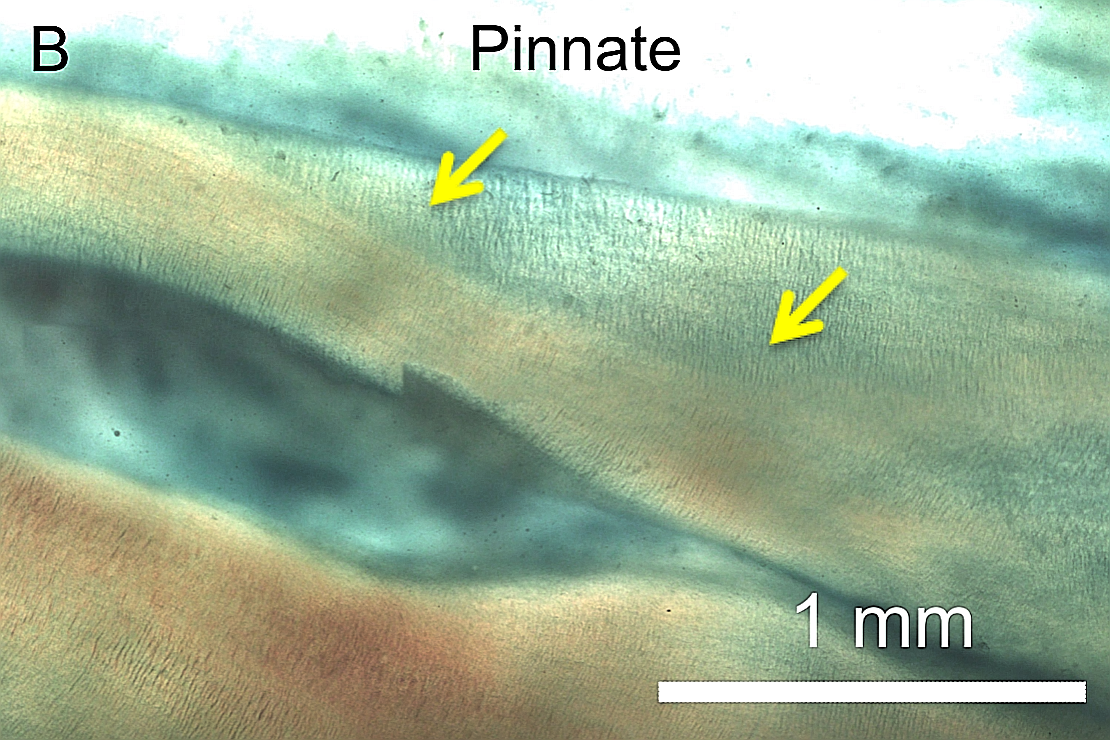
Fibras de colágeno. Dos troncos en naranja. Ramificación del haz de fibrillas flechas (Pinnate: forma de hoja de pino) con estriaciones características (arriba). Microscopía óptica.

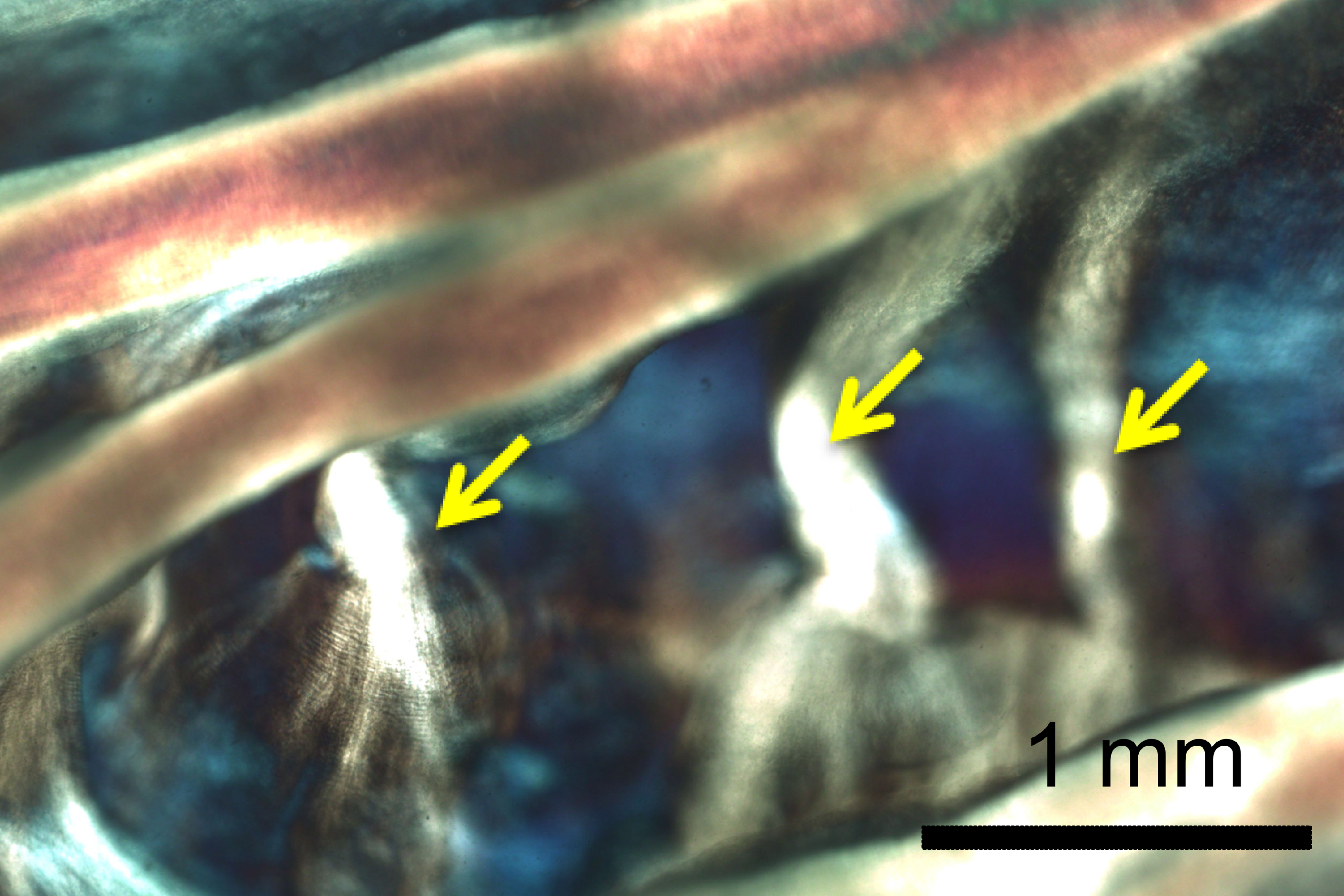
Fibras de colágeno troncales (arriba) y Fibrillas de colágeno periféricas (flechas) con estriación característica (abajo izquierda).

Las fibras de colágeno forman estructuras que resisten las fuerzas de tracción. Su diámetro en los diferentes tejidos es muy variable y su organización también; en la piel de los mamíferos están organizadas como «cestos de mimbre», lo que permite la oposición a las tracciones ejercidas desde múltiples direcciones. En los tendones lo están en haces paralelos que se alinean a lo largo del eje principal de tracción. En el tejido óseo adulto y en la córnea se disponen en láminas delgadas y superpuestas, paralelas entre sí, mientras las fibras forman ángulo recto con las de las capas adyacentes.

### Tipos de colágeno
El colágeno en lugar de ser una proteína única, se considera una familia de moléculas estrechamente relacionadas, pero genéticamente distintas. Es por ello que últimamente suele hablarse de fibras colágenas, haciendo alusión a esta gran familia de proteínas.
Se describen varios tipos de fibras colágenas:
Colágeno tipo ISe encuentra abundantemente en la dermis, el hueso, el tendón, la dentina y la córnea. Se presenta en fibrillas estriadas de 20 a 100 nm de diámetro, agrupándose para formar fibras colágenas mayores. Sus subunidades mayores están constituidas por cadenas alfa de dos tipos, que difieren ligeramente en su composición de aminoácidos y en su secuencia. A uno de los cuales se designa como cadena alfa1 y al otro, cadena alfa2. Es sintetizado por fibroblastos, condroblastos y osteoblastos. Su función principal es la de resistencia al estiramiento.
Colágeno tipo IISe encuentra sobre todo en el cartílago, pero también se presenta en la córnea embrionaria y en la notocorda, en el núcleo pulposo y en el humor vítreo del ojo. En el cartílago forma fibrillas finas de 10 a 20 nanómetros, pero en otros microambientes puede formar fibrillas más grandes, indistinguibles morfológicamente del colágeno tipo I. Están constituidas por tres cadenas alfa2 de un único tipo. Es sintetizado por el condroblasto. Su función principal es la resistencia a la presión intermitente.
Colágeno tipo IIIAbunda en el tejido conjuntivo laxo, en las paredes de los vasos sanguíneos, la dermis de la piel y el estroma de varias glándulas. Parece un constituyente importante de las fibras de 50 nanómetros que se han llamado tradicionalmente fibras reticulares. Está constituido por una clase única de cadena alfa3. Es sintetizado por las células del músculo liso, fibroblastos, glía. Su función es la de sostén de los órganos expandibles. Es importante en la cicatrización de heridas, , la fibrilogénesis del colágeno I y el desarrollo cardiovascular normal en humanos.
Colágeno tipo IVEs el colágeno que forma la lámina basal que subyace a los epitelios. Es un colágeno que no se polimeriza en fibrillas, sino que forma un fieltro de moléculas orientadas al azar, asociadas a proteoglicanos y con las proteínas estructurales laminina y entactina. Es sintetizado por las células epiteliales y endoteliales. Su función principal es la de sostén y filtración.
Colágeno tipo VPresente en la mayoría del tejido intersticial. Se asocia con el tipo I.
Colágeno tipo VIPresente en la mayoría del tejido intersticial. Sirve de anclaje de las células en su entorno. Se asocia con el tipo I.
Colágeno tipo VIISe encuentra en la lámina basal.
Colágeno tipo VIIIPresente en algunas células endoteliales.
Colágeno tipo IXSe encuentra en el cartílago articular maduro. Interactúa con el tipo II.
Colágeno tipo XPresente en cartílago hipertrófico y mineralizado.
Colágeno tipo XISe encuentra en el cartílago. Interactúa con los tipos II y IX.
Colágeno tipo XIIPresente en tejidos sometidos a altas tensiones, como los tendones y ligamentos.  Interactúa con los tipos I y III.
Colágeno tipo XIIIEs ampliamente encontrado como una proteína asociada a la membrana celular. Interactúa con los tipos I y III.
Colágeno tipo XIVAislado de placenta; también detectado en la médula ósea.
Colágeno tipo XVPresente en tejidos derivados del tejido mesenquimal.
Colágeno tipo XVIIntima asociación con fibroblastos y células musculares lisas arteriales; no se asocia fibrillas colágenas tipo I.
Colágeno tipo XVIIColágeno de transmembrana, no se halla habitualmente en la membrana plasmática de las células.
Colágeno tipo XVIIIPresentes en las membranas basales, epiteliales y vasculares.
Colágeno tipo XIXSe localiza en fibroblastos y en el hígado.
Colágeno tipo XXPresente en la córnea, en el cartílago esternal y en los tendones.
Colágeno tipo XXIHallado en encías, músculo cardíaco y esquelético y otros tejidos humanos con fibrillas de colágeno tipo I.
Colágeno tipo XXIIEn los tejidos conectivos alrededor de los tendones, ligamentos y piel.

### Comportamiento mecánico
Las fibras de colágeno confieren una resistencia mayor a los tejidos que las contienen, a diferencia de la elastina que forma una red isótropa; las fibras de colágeno se presentan estructuradas en haces anisótropos, lo cual confiere un comportamiento mecánico anisótropo con mayor rigidez en la dirección de las fibras de colágeno. Muchas estructuras multicapa como las arterias, el esófago, o la piel, contienen diversas capas de colágeno, en las cuales la dirección preferente de las fibras en cada capa es diferente, eso da una respuesta estructural complicada.

## Patología

### Defectos en la síntesis de colágeno
Las siguientes enfermedades están causadas por defectos en la correcta síntesis del colágeno que conducen a alteraciones en su estructura.
- Síndrome de Ehlers-Danlos. Se trata de un grupo de al menos diez enfermedades que tienen en común síntomas de debilidad estructural en el tejido conjuntivo, relacionados con fragilidad e hiperextensibilidad de la piel y con la hipermovilidad en las articulaciones.[22]
- Osteogénesis imperfecta. Es un grupo de cuatro enfermedades que se caracterizan por fracturas múltiples que dan lugar a deformaciones óseas.[22]
- Escorbuto. El escorbuto es una avitaminosis causada por un déficit de vitamina C (ácido ascórbico) en la dieta que causa una disminución en la síntesis de hidroxiprolina debido a que la prolil hidroxilasa requiere ácido ascórbico. La hidroxiprolina proporciona átomos adicionales capaces de formar puentes de hidrógeno que estabilizan la triple hélice de colágeno.[22]
- Síndrome del cuerno occipital o cutis laxa. Una deficiencia en la actividad de la lisil oxidasa da lugar a defectos en la formación de enlaces cruzados que originan una piel laxa y blanda y a la aparición durante la adolescencia de cuernos occipitales óseos.[22]
- Distrofia muscular congénita de Ullrich. Enfermedad congénita grave que provoca debilidad muscular por déficit del colágeno VI.[23]

- El síndrome de Alport es una enfermedad hereditaria que afecta a las membranas basales, causada por alteraciones en el colágeno tipo IV. Se estima que su prevalencia en la población general es de 1:50.0001.[24]

## El colágeno desde el punto de vista nutricional
El colágeno es un componente del tejido conectivo, abundante en las partes de materiales alimentarios que se consideran generalmente como desechos (pieles, tendones, huesos) y puede extraerse solubilizándolo mediante hidrólisis. Dependiendo del grado de hidrólisis, se obtiene la gelatina.
El proceso de transformación de colágeno en gelatina, es un proceso típico de desnaturalización, implica solamente la ruptura de la estructura triple hélice.

Desde el punto de vista nutricional, se trata de una proteína de muy mala calidad. Carece por completo de triptófano, y es muy pobre en tirosina, metionina y cisteína.
La calidad de la carne picada puede valorarse en cuanto a su contenido de piezas de baja calidad analizando el contenido de hidroxiprolina, ya que este aminoácido es prácticamente exclusivo del colágeno.
El colágeno también es tomado en suplementos para mejorar el aspecto y salud de la piel, aliviar el dolor de las articulaciones, prevenir el desgaste óseo o promover la salud del corazón, sin embargo no hay pruebas científicas que respalden estos beneficios.

## Aplicaciones
El colágeno tiene aplicaciones en diversas industrias y campos de la ciencia debido a sus propiedades únicas. El colágeno comercial se ha extraído tradicionalmente del ganado vacuno y porcino, y se utiliza en las industrias alimentaria, cosmética, farmacéutica y biomédica.
- Industria Alimentaria: El colágeno se utiliza en la industria alimentaria para mejorar la textura y la consistencia de productos como gelatinas, yogures y productos cárnicos. En la producción de embutidos y carnes procesadas, el colágeno se utiliza para mejorar la textura y la retención de agua.[32]
- Farmacología: Los materiales a base de colágeno se utilizan como matrices para la liberación controlada de medicamentos en aplicaciones farmacéuticas.[33]
- Odontología: El colágeno se utiliza en implantes dentales y regeneración ósea para mejorar la integración de los implantes y promover la curación de tejidos en la cavidad oral.[34]
- Ciencia de Materiales: El colágeno se utiliza como biomaterial en la fabricación de andamios (scaffolds) para la ingeniería de tejidos y la regeneración de órganos.[35]

## En las artes plásticas

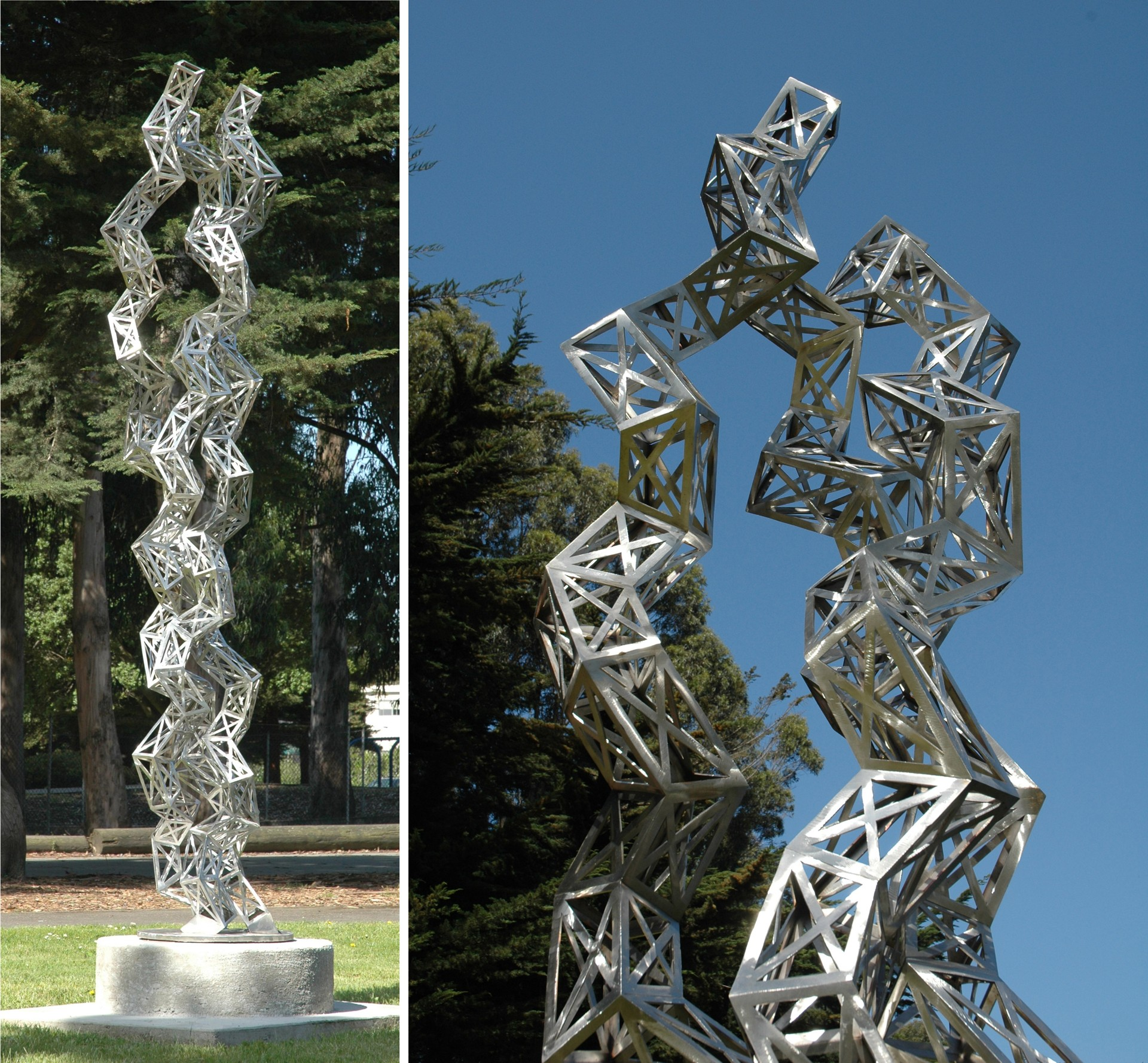
Escultura de Julian Voss-Andreae Desenredar el colágeno (Unravelling Collagen) (2005) de acero inoxidable y 3,4 metros de altura.

Utilizando las coordenadas atómicas depositadas en el Protein Data Bank, el artista germano-estadounidense Julian Voss-Andreae ha creado esculturas basadas en la estructura del colágeno y de otras proteínas. En Desenredar el colágeno los cortes triangulares permiten observar las líneas de fuerza dominantes que recuerdan el acero actual.